# Venezillo furcatus
Venezillo furcatus är en kräftdjursart som först beskrevs av Barnard. 1932.  Venezillo furcatus ingår i släktet Venezillo och familjen Armadillidae. Inga underarter finns listade i Catalogue of Life.